# الجنيد البغدادي
الجنيد البغدادي (215 - 298 هـ) عالم مسلم وسيد من سادات الصوفية وعلم من أعلامهم. يعد من علماء أهل السنة والجماعة ومن أعلام التصوف في الآن ذاته، إذ جمع بين قلب الصوفي وعقل الفقيه، واشتهر بلقب «سيد الطائفة». وعدَّه العلماء شيخ مذهب التصوف؛ لضبط مذهبه بقواعد الكتاب والسنة، ولكونه مصونًا من العقائد الذميمة، محميَّ الأساس من شُبه الغلاة، سالمًا من كل ما يوجب اعتراض الشرع. قال عنه أبو عبد الرحمن السلمي: «هو من أئمة القوم وسادتهم؛ مقبول على جميع الألسنة». وهو أول من تكلم في علم التوحيد ببغداد.

## حياته

### اسمه ونسبه
أبو القاسم الجنيد بن محمد بن الجنيد النهاوندي البغدادي الخزَّاز القواريري، أصله من نهاوند  من مدن إيران،  إلا أن مولده ومنشأه ووفاته ببغداد. وإنما قيل له الخزَّاز؛ لأنه كان يعمل الخز، والقواريري؛ لأن أباه كان يعمل القوارير.

### مولده ونشأته
ولد ببغداد سنة 215 هـ، ونشأ فيها. وصحب جماعة من المشايخ، واشتهر بصحبة خاله سري السقطي، والحارث المحاسبي، ودرس الفقه على أبي ثور، وكان يفتي في حلقته وهو ابن عشرين سنة.
قال الجنيد: "كنت بين يدي سري ألعب، وأنا ابن سبع سنين، وبين يديه جماعة يتكلمون في الشكر؛ فقال لي: "يا غلام! ما الشكر" قلت: "الشكر ألا تعصي الله بنعمه". فقال لي: "أخشى أن يكون حظك من الله لسانك!" قال الجنيد: "فلا أزال أبكي على هذه الكلمة التي قالها لي السري".
وقال: "قال لي خالي سري السقطي: "تكلم على الناس!" وكان في قلبي حشمة من ذلك، فإني كنت أتهم نفسي في استحقاق ذلك، فرأيت ليلة في المنام، رسول الله - وكانت ليلة جمعة - فقال لي: "تكلم على الناس!". فانتبهت، وأتيت باب سري قبل أن أصبح، فدققت الباب، فقال: "لم تصدقنا حتى قيل لك!". فقعدت في غد للناس بالجامع، وانتشر في الناس أني قعدت أتكلم، فوقف علي غلام نصراني متنكر وقال: "أيها الشيخ! ما معنى قوله: (اتقوا فراسة المؤمن، فإنه ينظر بنور الله) فأطرقت، ثم رفعت رأسي فقلت: "أسلم! فقد حان وقت إسلامك!" فأسلم".

## شيوخه
- خاله سري بن المغلس السقطي
- الحارث بن أسد المحاسبي
- إبراهيم بن خالد بن أبي اليمان، أبو ثور الكلبي الفقيه البغدادي
- الحسن بن عرفة بن يزيد العبدي، أبو علي البغدادي
- أبو جعفر محمد بن علي القصاب البغدادي الصوفي
- أبو حمزة محمد بن إبراهيم البغدادي البزاز
- بشر بن الحارث

## أصحابه
- أحمد بن محمد النوري
- عمرو بن عثمان المكي
- أبو بكر الشبلي
- أبو محمد الجريري
- إسماعيل بن نجيد
- علي بن بندار أبو الحسن الصيرفي
- عبد الله بن محمد الشعراني أبو محمد الرازي الأصل
- أبو الحسين علي بن هند القرشي الفارسي

## تلاميذه
- أحمد بن محمد بن الحسين الجريري
- جعفر بن محمد بن نصير البغدادي، أبو محمد الخواص الخلدي
- ابن الأعرابي أحمد بن محمد بن زياد
- دلف بن جحدر الشبلي
- أحمد بن محمد بن القاسم الروذباري

## من أقواله
من أقواله المشهورة:
- «الطرق كلها مسدودة على الخلق إلا على من اقتفى أثر الرسول».[10]
- «من لم يحفظ القرآن، ولم يكتب الحديث، لا يقتدي به في هذا الأمر لأن علمنا هذا مقيد بالكتاب والسنة».[11]

من مواعظ الجنيد البغدادي يقول:
| الجنيد البغدادي | إنما اليوم إن عقلتَ ضيفٌ نزل بك وهو مرتحل عنك، فان أحسنت نزله وقِراه شهد لك وأثنى عليك بذلك وصدق فيك، وإن أسأت ضيافته ولم تحسن قراه شهد عليك فلا تبع اليوم ولا تعد له بغير ثمنه. واحذر الحسرة عند نزول السكرة فإن الموت آتٍ وقد مات قبلك من مات | الجنيد البغدادي |

| الجنيد البغدادي | اتق الله وليكن سعيك في دنياك لآخرتك فإنه ليس لك من دنياك شيء، فلا تدخرن مالك ولا تتبع نفسك ما قد علمت أنك تاركه خلفك ولكن تزود لبعد الشقة، واعدد العدة أيام حياتك وطول مقامك قبل أن ينزل بك قضاء الله ما هو نازل فيحول دون الذي تريد، صاحِب الدنيا بجسدك، وفارقها بقلبك، ولينفعك ما قد رأيت مما سلف بين يديك من العمر وحال بين أهل الدنيا وبين ما هم فيه، فإنه عن قليل فناؤه، ومخوف وباله، وليزِدك إعجابُ أهلها زهداً فيها وحذراً منها فإن الصالحين كانوا كذلك | الجنيد البغدادي |

| الجنيد البغدادي | اعلم يا ابن آدم أنّ طلب الآخرة أمر عظيم لا يقصر فيه إلا المحروم الهالك، فلا تركب الغرور وأنت ترى سبيله، وأخلِص عملك، وإذا أصبحت فانتظر الموت، وإذا أمسيت فكن على ذلك، ولا حول ولا قوة الا بالله، وإنّ أنجى الناسِ من عمل بما أنزل الله في الرخاء والبلاء | الجنيد البغدادي |

| الجنيد البغدادي | يا ابن آدم دينك دينك، نعوذ بالله من النار فإنها نار لا تنطفئ، وعذاب لا ينفد أبداً، ونفس لا تموت، يا ابنَ آدم إنك موقوف بين يدي الله ربك ومرتهن لعملك فخذ مم في يديكَ لما بين يديك، عند الموت يأتيك الخبر، إنك مسئول ولا تجد جوابا، إنك ما تزال بخير ما دمت واعظاً لنفسك محاسباً لها وإلا فلا تلومن إلا نفسك | الجنيد البغدادي |

قال الكتَّانيُّ: جرت مسألةٌ في المحبَّة في أيَّام الموسم بمكَّةَ، فتكلَّم فيها الشيوخُ، وكان الجنيد أصغرَهم سنًّا، فقالوا: هاتِ ما عندك فيها يا عراقيّ، فأطرق ودَمعتْ عيناه، ثمَّ رفع رأسه وقال: 
| الجنيد البغدادي | عبدٌ ذاهبٌ بنفسه، متَّصل بربِّه، قائمٌ بأداء حقوقه، ناظرٌ إليه بقلبه، أحرقتْ قلبَه أنوارُ [عظمته و] وحدانيته، شرب بكأس ودِّه من صفاء شربه، فإن تكلَّم فبه، [وإن سكت فبه، وإن تحرَّك فبه،] وإن سكن فبه، فهو بالله ومع الله ولله وفي الله، فبكى القوم وقالوا له: أحسنتَ يا تاجَ العارفين. | الجنيد البغدادي |

## مؤلفاته
صدر كتاب «رسائل الجنيد (أول عمل يجمع كل رسائل الإمام الجنيد وأقواله المأثورة))» عن دار اقرأ، بتحقيق الدكتور جمال رجب سيدبي، وتصدير الدكتور عاطف العراقي.
قال المحقق الدكتور جمال رجب سيدبي في مقدمة الكتاب بعد حديثه عن أسباب عدم نشر وتحقيق رسائل الجنيد: «لمثل هذين السببين اللذين أشرت إليهما آنفا ما دفعني إلى محاولة تحقيق المخطوطات، والبحث عن النسخ للمقابلة، وأصبح مجمل هذه المخطوطات بعد التحقيق حوالي ستة عشر مخطوطا، ولم أكتف بهذا وحسب، بل أضفت إلى هذا العمل كل ما تركه الإمام من رسائل وأقوال متناثرة من مصادر التصوف الأصلية والقريبة العهد نسبيا بحياة الإمام الجنيد».
وصل بذلك عدد رسائل الجنيد إلى واحد وثلاثين رسالة وهي:
1. كتاب القصد إلى الله.
2. كتاب السر في انفاس الصوفية.
3. كتاب دواء الأرواح.
4. كتاب دواء التفريط.
5. كتاب ادب المفتقر إلى الله.
6. الفرق بين الإخلاص والصدق.
7. كتاب الفناء.
8. كتاب الميثاق.
9. في الالوهية.
10. كتاب الجنيد إلى عمرو بن عثمان المكي.
11. نسخة من كتاب الجنيد إلى ابي يعقوب يوسف بن الحسين الرازي.
12. رسالة ابي القاسم الجنيد إلى يوسف بن يحيى.
13. رسالة ابي القاسم الجنيد بن محمد إلى يحيى بن معاذ.
14. رسالة ابي القاسم الجنيد إلى بعض اخوانه.
15. رسالة ابي القاسم الجنيد إلى بعض اخوانه.
16. رسالة إلى بعض اخوانه.
17. رسالة إلى جعفر الخالدي.
18. رسالة في المعرفة.
19. رسالة الجنيد إلى ابي إسحاق المرستاني.
20. رسالة إلى بعض اخوانه.
21. رسالة إلى بعض اخوانه.
22. رسالة إلى بعض اخوانه.
23. النظر الصحيح إلى الدنيا.
24. رأي الجنيد في الذكر الخفي.
25. كتابه إلى ابي العباس الدينوري.
26. عقبات الوصال.
27. رسالة في الايمان.
28. صفة العاقل.
29. رسالة في التوحيد.
30. رسالة الجنيد إلى ابي بكر الكسائي.
31. رسالة الجنيد إلى علي بن سهل الأصبهاني.

## وفاته

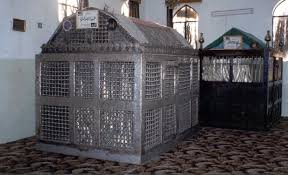
ضريح الجنيد

توفي سنة 297 هـ وقيلَ سنة 298 هـ. قال أبو محمد الجريري: "كنت واقفاً على رأس الجنيد وقت وفاته وهو يقرأ، فقلت: "أرفق بنفسك!" فقال: "ما رأيت أحداً أحوج إليه مني في هذا الوقت، هو ذا تطوى صحيفتي".
وقال أبو بكر العطار: «حضرت الجنيد عند الموت، في جماعة من أصحابنا، فكان قاعداً يصلي ويثني رجله، فثقل عليه حركتها، فمد رجليه وقد تورمتا، فرآه بعض أصحابه فقال:» ما هذا يا أبا القاسم!«، قال:» هذه نعم! الله أكبر«. فلما فرغ من صلاته قال له أبو محمد الجريري:» لو اضطجعت!«، قال:» يا أبا محمد! هذا وقت يؤخذ منه. الله أكبر«. فلم يزل ذلك حاله حتى مات».
وقال ابن عطاء: «دخلت عليه، وهو في النزع، فسلمت عليه، فلم يرد، ثم رد بعد ساعة، وقال:» اعذرني! فإني كنت في وردي«، ثم حول وجهه إلي القبلة ومات».
وغسله أبو محمد الجريري، وصلى عليه ولده، ودفن بالشونيزية، بتربة مقبرة الشيخ معروف الكرخي في بغداد، عند قبر خاله سري السقطي. وصلى عليه جمع كثير من الناس قدر عددهم بالآلاف. وعمّر مرقده في بغداد فيما بعد وبني عليه قبة، ثم عمّره ووسعهُ الملك غازي، وفي عام 1980 م أعيد بناؤه وترميمه، وبني معه جامع كبير ووسع مبنى الجامع والمرقد ديوان الوقف السني في العراق وتبلغ مساحتهُ حاليا 2500 م2، ويعرف الآن بمرقد وجامع الشيخ جنيد البغدادي.

## مقالات ذات صلة
- أحمد زروق
- عبد الواحد بن عاشر

## وصلات خارجية
- الجنيد البغدادي على موقع الموسوعة البريطانية (الإنجليزية)
- الجنيد البغدادي على موقع ميوزك برينز (الإنجليزية)
- الإمام الجنيد البغدادي.. مدرسة صوفية سنية فريدة - تبيان.
- الجنيد البغدادي .. الصوفي الزاهد الشهير - تاريخكم.